# Feistritztal
Feistritztal è un comune austriaco di 2 406 abitanti nel distretto di Hartberg-Fürstenfeld, in Stiria. È stato creato il 1º gennaio 2015 dalla fusione dei precedenti comuni di Blaindorf, Kaibing, Sankt Johann bei Herberstein, Siegersdorf bei Herberstein e Hirnsdorf (quest'ultimo appartenente al distretto di Weiz); capoluogo comunale è Hirnsdorf.